# 高橋祐太郎
高橋 祐太郎（たかはし ゆうたろう、1987年10月3日 - ）は、福岡県八女市出身の元プロサッカー選手。ポジションは、フォワード（FW）、ディフェンダー（DF）。実兄の高橋大輔も元プロサッカー選手。

## 来歴
2010年、福岡大学からヴィッセル神戸へ入団するも出場の機会に恵まれず、翌年にはセレッソ大阪へ移籍。実兄の高橋大輔とチームメートとなったが、ここでも出場出来ず、2012年よりロアッソ熊本へ移籍した。
ロアッソ熊本では当初ディフェンダーとしての起用であったが、フォワード起用となってからはJリーグ初得点を決めており、またアシスト数もチーム内で上位であった。2012年5月11日に入籍、J初ゴールを決めたホーム水戸ホーリーホック戦は夫人の誕生日であった。
2014年シーズンはFW登録に変更された。これは本人がフォワードとして勝負をしたいという要求を受けた形だが、出場機会を殆ど得ることが出来ず、同シーズン末に契約満了で退団となった。
2015年1月、V・ファーレン長崎へ移籍。同年12月、現役引退を発表。
2016年2月、セレッソ大阪のサッカースクールのコーチに就任。

## 所属クラブ
- 1995年 - 1999年 福島少年サッカークラブ
- 2000年 - 2002年 八女FCジュニアユース
- 2003年 - 2005年 福岡県立三潴高等学校
- 2006年 - 2009年 福岡大学
- 2010年 ヴィッセル神戸
- 2011年 セレッソ大阪
- 2012年 - 2014年 ロアッソ熊本
- 2015年  V・ファーレン長崎

## 個人成績
| 国内大会個人成績 | 国内大会個人成績 | 国内大会個人成績 | 国内大会個人成績 | 国内大会個人成績 | 国内大会個人成績 | 国内大会個人成績 | 国内大会個人成績 | 国内大会個人成績 | 国内大会個人成績 | 国内大会個人成績 | 国内大会個人成績 |
| 年度             | クラブ           | 背番号           | リーグ           | リーグ戦         | リーグ戦         | リーグ杯         | リーグ杯         | オープン杯       | オープン杯       | 期間通算         | 期間通算         |
| 年度             | クラブ           | 背番号           | リーグ           | 出場             | 得点             | 出場             | 得点             | 出場             | 得点             | 出場             | 得点             |
| 日本             | 日本             | 日本             | 日本             | リーグ戦         | リーグ戦         | リーグ杯         | リーグ杯         | 天皇杯           | 天皇杯           | 期間通算         | 期間通算         |
| ---------------- | ---------------- | ---------------- | ---------------- | ---------------- | ---------------- | ---------------- | ---------------- | ---------------- | ---------------- | ---------------- | ---------------- |
| 2009             | 福岡大           | 9                | -                | -                | -                | -                | -                | 3                | 1                | 3                | 1                |
| 2010             | 神戸             | 26               | J1               | 0                | 0                | 1                | 0                | 0                | 0                | 1                | 0                |
| 2011             | C大阪            | 33               | J1               | 0                | 0                | 0                | 0                | 0                | 0                | 0                | 0                |
| 2012             | 熊本             | 3                | J2               | 22               | 2                | -                | -                | 1                | 0                | 23               | 2                |
| 2013             | 熊本             | 3                | J2               | 29               | 3                | -                | -                | 1                | 0                | 30               | 3                |
| 2014             | 熊本             | 3                | J2               | 2                | 0                | -                | -                | 0                | 0                | 2                | 0                |
| 2015             | 長崎             | 39               | J2               | 25               | 1                | -                | -                |                  |                  |                  |                  |
| 通算             | 日本             | 日本             | J1               | 0                | 0                | 1                | 0                | 0                | 0                | 1                | 0                |
| 通算             | 日本             | 日本             | J2               | 78               | 6                | -                | -                | 2                | 0                | 80               | 6                |
| 通算             | 日本             | 日本             | 他               | -                | -                | -                | -                | 3                | 1                | 3                | 1                |
| 総通算           | 総通算           | 総通算           | 総通算           | \|78             | 6                | 1                | 0                | 5                | 1                | 84               | 7                |

| 国際大会個人成績 | 国際大会個人成績 | 国際大会個人成績 | 国際大会個人成績 | 国際大会個人成績 |
| 年度             | クラブ           | 背番号           | 出場             | 得点             |
| AFC              | AFC              | AFC              | ACL              | ACL              |
| ---------------- | ---------------- | ---------------- | ---------------- | ---------------- |
| 2011             | C大阪            | 33               | 0                | 0                |
| 通算             | AFC              | AFC              | 0                | 0                |

- Jリーグ初出場 - 2012年3月4日 J2 第1節 アビスパ福岡戦 (レベルファイブスタジアム)
- Jリーグ初得点 - 2012年6月7日 J2 第18節 水戸ホーリーホック戦（KKWING）

## 代表歴
- 九州学生選抜 (2007年、2008年、2009年)

## 指導歴
2016年- セレッソ大阪サッカースクール　コーチ